# Jablonowski (Siedlung)
Jablonowski (russisch Яблоно́вский, adygeisch Кощхьабл) ist eine Siedlung städtischen Typs in der südrussischen Republik Adygeja mit 26.171 Einwohnern (Stand 14. Oktober 2010).

## Geografie

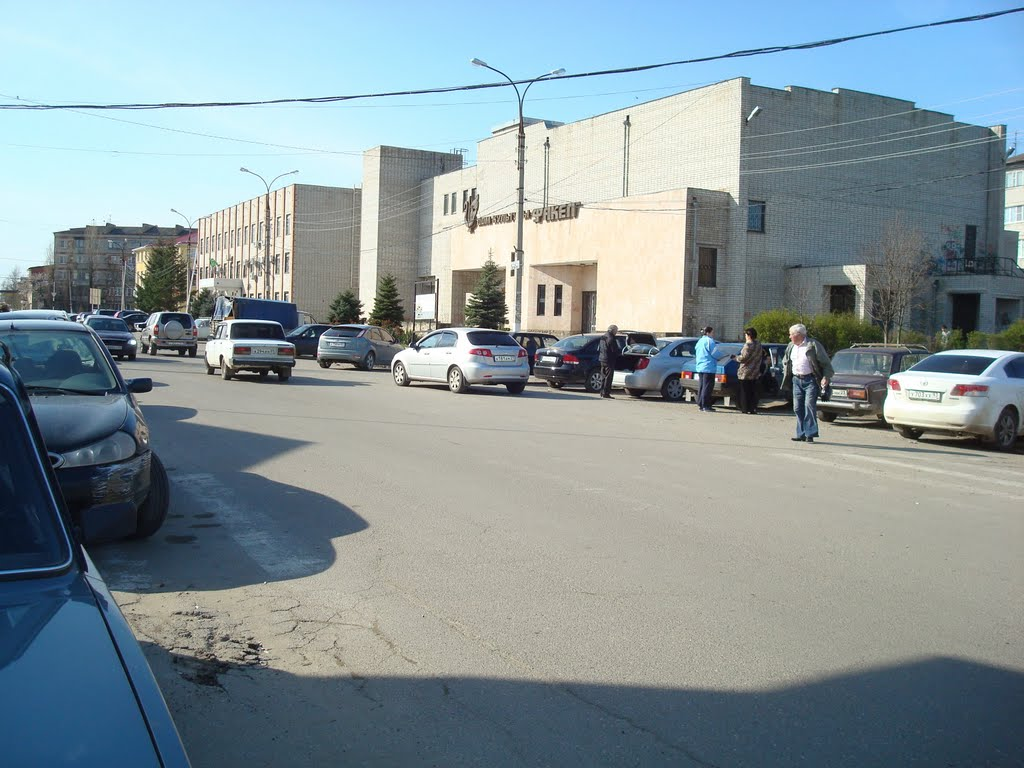
Verwaltungsgebäude in Jablonowski

Die Siedlung liegt im nördlichen Kaukasusvorland gut 100 Kilometer nordwestlich der Republikshauptstadt Maikop am linken Ufer des Kuban direkt gegenüber Krasnodar, der Hauptstadt des benachbarten Föderationssubjektes, der Region Krasnodar.
Jablonowski gehört zum Rajon Tachtamukaiski, dessen Verwaltungszentrum Tachtamukai (früher Oktjabrskoje) acht Kilometer südöstlich liegt. Als faktischer Vorort von Krasnodar ist die Siedlung zweitgrößter Ort der Republik Adygeja nach deren Hauptstadt Maikop.
Knapp ein Viertel der Einwohner sind „Adygejer“, zwei Drittel Russen (Volkszählung 2002).

## Geschichte
Der Ort erhielt 1958 den Status einer Siedlung städtischen Typs an Stelle des früheren Dorfes Jablonowka. Die alte Namensform wird von den Bewohnern bis heute weiter verwendet.

### Einwohnerentwicklung
| Jahr | Einwohner |
| ---- | --------- |
| 1989 | 24.939    |
| 2002 | 25.063    |
| 2010 | 26.171    |

Anmerkung: Volkszählungsdaten

## Wirtschaft und Infrastruktur
In Jablonowski gibt es Betriebe der Lebensmittelindustrie (z. B. Obst- und Gemüsekonserven). Die meisten Einwohner sind jedoch im benachbarten Krasnodar beschäftigt.
Die Siedlung liegt an der wichtigen Eisenbahnstrecke Rostow am Don–Krasnodar–Noworossijsk bzw. –Sotschi (Stationsname Kuban).
Durch Jablonowski führt die Fernstraße A146 Krasnodar−Krymsk–Noworossijsk.